# Эукалиптус

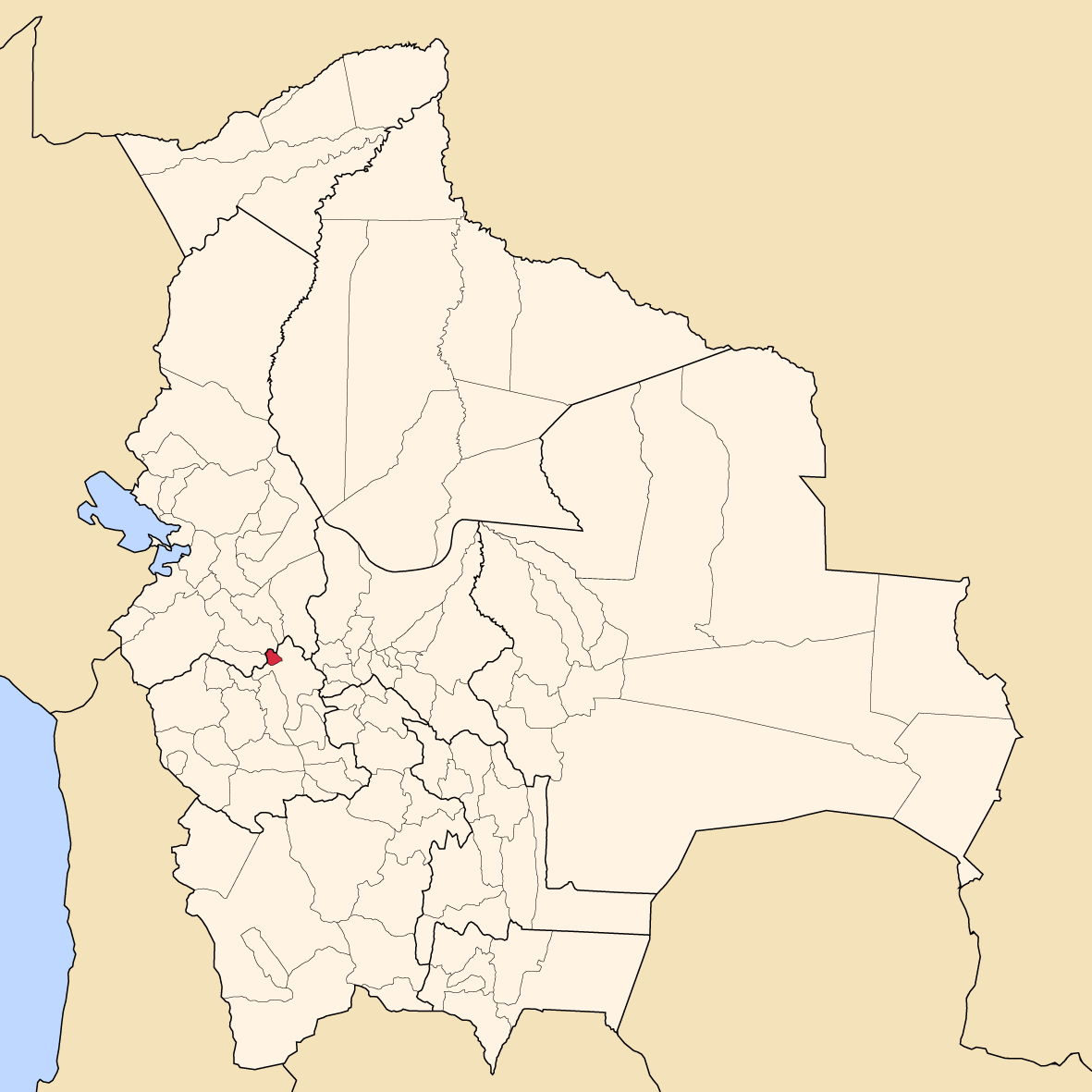
Провинция Томас-Баррон на карте Боливии

Эукалиптус (исп. Eucaliptus, кечуа Kalistu llaqta) — город в западной части Боливии. Административный центр провинции Томас-Баррон в департаменте Оруро. Расположен в 60 км к северо-западу от города Оруро, на высоте 3740 м над уровнем моря, на левом берегу реки Десагуадеро.

## Население
Население по данным переписи 2001 года составляло 2474 человека; данные на 2010 год сообщают о населении 2354 человека.